# リーヴス (小惑星)
リーヴス (3007 Reaves) は、小惑星帯に位置する小惑星である。エドワード・ボーエルが、ローウェル天文台のアンダーソン・メサ観測所で発見した。
南カリフォルニア大学のギブソン・リーヴスに因んで名付けられた。リーヴス自身は矮小銀河を専門に研究しているが、教え子には小惑星研究の道に進むきっかけを彼から与えられた者もいる。